# Omowunmi Sadik
Omowunmi Sadik   (Garges-lès-Gonesse, 19 de juny de 1964) Omowunmi "Wunmi" A. Sadik és una professora nigeriana, química, i inventora que treballa a la University of New York de Birghamton. Ha desenvolupat uns biosensors de microelectrodes per detectar drogues i explosius i està treballant en el desenvolupament de tecnologies per reciclar ions de metall dels residus, per utilitzar en aplicacions mediambientals i industrials. El 2012, Sadik va co-fundar una organització sense ànim de lucre de nanotecnologia sostenible.

## Joventut
Sadik va néixer el 1964 a Lagos, Nigèria. A la seva família hi ha diversos científics, amb interessos en física, química i biologia. Va fer un grau en química a la Universitat de Lagos el 1985, i el màster el 1987. Llavors Sadik va anar a la Wollongong University d'Austràlia. El 1994 va rebre el seu Ph.D. en química de Wollongong.

## Carrera
Va investigar a la Environmental Protection Agency del 1994 al 1996. Després va ser professora ajudant a la Universitat de Nova York a Birghmaton. Professora de ple dret des del 2005 i directora del Center for Advanced Sensors and Environmental Systems (CASE), ha estat professora visitant als Naval Research Laboratories, la Cornell Universitat, i la Universitat Harvard.
Sadik estudia química de superfícies, amb èmfasi particular en el desenvolupament de biosensors per ús en química mediambiental. Ha trobat que la conducció dels polímers permet moltes aplicacions. Ha desenvolupat biosensors sensitius de microelectrodes per traçar diversos materials orgànics, una tecnologia que pot ser utilitzada per detectar drogues i explosius. També està estudiant mecanismes de destoxificació de residus com compostos d'organoclorat en l'entorn, amb el propòsit de desenvolupar tecnologies per reciclar ions de metall de residus industrials i mediambientals. En un dels projectes, els enzims microbians van augmentar la conversió d'alta toxicitat del crom (VI) a crom no tòxic (III) de 40% a 98%. Sadik està acreditada amb més de 135 investigacions i aplicacions patentades. Té diverses patents als EUA de diversos tipus de biosensors. El 2011, va inaugurar la Gordon Conference on Environmental Nanotechnology. El 2012, Sadik i Barbara Karn van co-va fundar l'Organització de Nanotecnologia Sostenible, una societat internacional per l'ús responsable de la nanotecnologia mundial.
Sadik fou escollida per formar part de la Societat Reial de Química (2010) i de l'Institut americà per Enginyeria Mèdica i Biològica (2012). També forma part de la Societat Química americana. Està implicada amb l'Agència de Protecció Mediambiental i la Fundació de Ciència Nacional, i formà part dels Instituts Nacionals de la Salut sobre la instrumentalització i desenvolupament de sistemes. Col·labora amb el centre internacional de biodinàmica de la UNESCO de Bucarest, Romania, amb l'Ege Universitat de Turquia, i la Universitat de Fukui del Japó.

## Premis
- 2005–2006, NSF Discovery Corps[11]
- 2003–2004, Radcliffe Fellowship de l'Université de Harvard[12]
- 2002, Premier Inventors, SUNY[7]
- 2001, Per la recerca en ciències i medicina, de la Universitat de Nova York, SUNY[7]
- 2000, Borsa Cobase del Consell Nacional de Recerca del Canadà (CNRC)[13]
- Premi de Mèrit australià